# Ludovico Cortese
Ludovico Cortese (Modena, ... – ...; fl. XIII secolo) è stato un cardinale italiano.

## Biografia
Appartenne alla nobile famiglia Cortese di Modena.
Noto per le sue virtù, venne nominato cardinale da papa Celestino V nel 1294.
Dalla stessa famiglia discese Gregorio Cortese, creato cardinale il 2 giugno 1542 da papa Paolo III.